# Sipalolasma kissi
Sipalolasma kissi là một loài nhện trong họ Barychelidae. Loài này phân bố ờ Congo.